# Copestylum vitripenne
Copestylum vitripenne är en tvåvingeart som först beskrevs av Charles Howard Curran 1930.  Copestylum vitripenne ingår i släktet Copestylum och familjen blomflugor.
Artens utbredningsområde är Guyana. Inga underarter finns listade i Catalogue of Life.